# Larry Williams
Lawrence E. Williams, conosciuto come Larry Williams (New Orleans, 10 maggio 1935 – Los Angeles, 7 gennaio 1980), è stato un cantante, compositore e pianista statunitense rhythm and blues e rock and roll,.
È noto per aver inciso diversi pezzi che diventarono successivamente degli standard per il rock 'n' roll, tra i quali Bony Moronie e Dizzy, Miss Lizzy, nota anche come Dizzy Miss Lizzie.
Molti dei suoi pezzi troveranno il successo dopo essere divenuti cover di gruppi e artisti come Beatles (Bad Boy, Slow Down, e Dizzy Miss Lizzy), Rolling Stones (She Said Yeah) e John Lennon (Bony Moronie e Dizzy Miss Lizzy).
Le prime incisioni di Williams vennero pubblicate dalla Specialty Records, casa discografica con la quale era sotto contratto Little Richard.
Verso la fine degli anni cinquanta la sua carriera vacillò dopo che venne arrestato per spaccio di droga. Nonostante questo problema, Williams ritornò sulle scene intorno alla metà degli anni sessanta con un gruppo che includeva Johnny "Guitar" Watson, chitarrista che suonò insieme a Little Richard. Le produzioni del periodo non ebbero un buon successo commerciale, anche se fu proprio in questo arco di tempo che vennero scritte alcune tra le sue migliori composizioni.
Negli anni settanta, lo stile di vita sregolato del cantante toccò il suo apice. Nel 1977 sparò a Little Richard per questioni legate a debiti di droga, e nel 1980 fu trovato morto, ucciso da un colpo di pistola alla testa nella sua casa di Los Angeles. Il medico legale disse che si trattava di suicidio, ma si sospettò che in realtà si trattasse di un omicidio vista la sua implicazione nella malavita locale.

## Discografia
- 1959 - Here's Larry Williams
- 1965 - Larry Williams Show with Johnny Guitar Watson
- 1965 - Live
- 1967 - Two for the Price of One
- 1995 - Dizzy Miss Lizzy
- 2001 - Beautiful Struggle